# Iostephane heterophylla
Iostephane heterophylla là một loài thực vật có hoa trong họ Cúc. Loài này được (Cav.) Benth. mô tả khoa học đầu tiên năm 1873.